# Ла-Ліга 1931—1932
Сезон 1931–32 в Ла Лізі — футбольне змагання у найвищому дивізіоні чемпіонату Іспанії, що проходило між 7 грудня 1931 та 5 квітня 1932 року. Став 4-м турніром з моменту заснування Ла Ліги. Участь у змаганні взяли 10 команд, які провели одна з одною по дві гри — одній вдома та одній у гостях. Одна найгірша за результатами сезону команда вибула до Сегунди.
Перед початком сезону декілька команд-учасниць змінили свої назви — через політичні події в країні (революція та проголошення Другої іспанської республіки) усі клуби, які мали у своїй назві слово «королівський» (ісп. Real), позбулися цієї частини назви.
Переможцем турніру уперше в своїй історії став клуб «Мадрид», який впевнено провів чемпіонат, не зазнавши жодної поразки у 18 зіграних матчах.
| Чемпіон Іспанії 1931/1932 |
| ------------------------- |
| «Мадрид» 1-й титул        |

## Підсумкова турнірна таблиця
|                  |     | Турнірна таблиця 1931-32 | О  | І  | В  | Н | П  | М+ | М- | РМ  |
| ---------------- | --- | ------------------------ | -- | -- | -- | - | -- | -- | -- | --- |
| Чемпіон Іспанії  | 1.  | «Мадрид»                 | 28 | 18 | 10 | 8 | 0  | 37 | 15 | +22 |
|                  | 2.  | «Атлетик» (Більбао)      | 25 | 18 | 11 | 3 | 4  | 47 | 23 | +24 |
|                  | 3.  | «Барселона»              | 24 | 18 | 10 | 4 | 4  | 40 | 26 | +14 |
|                  | 4.  | «Расінг» (Сантандер)     | 20 | 18 | 7  | 6 | 5  | 36 | 35 | +1  |
|                  | 5.  | «Аренас»                 | 17 | 18 | 7  | 3 | 8  | 35 | 42 | -7  |
|                  | 6.  | «Еспаньйол»              | 15 | 18 | 7  | 1 | 10 | 34 | 39 | -5  |
|                  | 7.  | «Валенсія»               | 15 | 18 | 6  | 3 | 9  | 38 | 47 | -9  |
|                  | 8.  | «Доностія»               | 14 | 18 | 7  | 0 | 11 | 38 | 35 | +3  |
|                  | 9.  | «Алавес»                 | 11 | 18 | 5  | 1 | 12 | 22 | 44 | -22 |
| Вибув до Сегунди | 10. | «Уніон»                  | 11 | 18 | 4  | 3 | 11 | 24 | 45 | -21 |

## Результати
|                      | Аре | Ат(Б) | Бар | Ала | Дон | Есп | Мад | Рас | Уні | Вал |
| «Аренас»             |     | 2-1   | 1-3 | 4-2 | 2-1 | 3-2 | 2-2 | 3-1 | 5-0 | 4-1 |
| «Атлетик» (Більбао)  | 4-1 |       | 3-0 | 3-2 | 5-1 | 4-0 | 3-3 | 3-2 | 2-1 | 7-2 |
| «Барселона»          | 2-2 | 1-3   |     | 6-0 | 2-0 | 2-2 | 2-2 | 4-2 | 3-2 | 3-2 |
| «Алавес»             | 3-1 | 0-1   | 1-3 |     | 1-2 | 4-1 | 0-1 | 1-2 | 1-0 | 2-1 |
| «Доностія»           | 7-0 | 3-2   | 0-1 | 4-1 |     | 5-2 | 1-2 | 1-5 | 5-0 | 7-1 |
| «Еспаньйол»          | 4-2 | 1-0   | 0-3 | 4-0 | 2-0 |     | 1-2 | 6-1 | 3-1 | 3-0 |
| «Мадрид»             | 4-0 | 1-1   | 2-0 | 5-0 | 1-0 | 3-0 |     | 0-0 | 3-2 | 4-1 |
| «Расінг» (Сантандер) | 1-1 | 2-0   | 3-2 | 1-1 | 2-1 | 2-1 | 0-0 |     | 2-2 | 4-1 |
| «Уніон»              | 1-0 | 1-5   | 1-3 | 0-2 | 2-0 | 4-1 | 1-1 | 2-2 |     | 3-2 |
| «Валенсія»           | 3-2 | 0-0   | 0-0 | 5-1 | 4-0 | 3-1 | 1-1 | 6-4 | 5-1 |     |

## Бомбардири
Найкращим бомбардиром Прімери сезону 1931–32 став нападник клубу «Атлетик» (Більбао) Гільєрмо Горостіса, який протягом чемпіонату 12 разів відзначався забитими голами.  
Найкращі бомбардири сезону за версією газети «Марка», яка вручає «Трофей Пічічі»:
|  | Голів | Бомбардир              | Команда              |
|  | ----- | ---------------------- | -------------------- |
|  | 12    | Гільєрмо Горостіса     | «Атлетик» (Більбао)  |
|  | 11    | Бата                   | «Атлетик» (Більбао)  |
|  | 10    | Ігнасіо Марія Алькорта | «Доностія»           |
|  | 10    | Хуліо Антоніо Елісегі  | «Уніон»              |
|  | 10    | Франсіско Гоенечеа     | «Расінг» (Сантандер) |
|  |       |                        |                      |

Список найвлучніших гравців ліги за версією сайту BDF:
|  | Голів | Бомбардир              | Команда              |
|  | ----- | ---------------------- | -------------------- |
|  | 13    | Бата                   | «Атлетик» (Більбао)  |
|  | 11    | Хосеп Самітьєр         | «Барселона»          |
|  | 11    | Мануель Оліварес       | «Мадрид»             |
|  | 11    | Ігнасіо Марія Алькорта | «Доностія»           |
|  | 10    | Едельміро Лоренсо      | «Еспаньйол»          |
|  | 10    | Хуліо Антоніо Елісегі  | «Уніон»              |
|  | 10    | Франсіско Гоенечеа     | «Расінг» (Сантандер) |
|  | 9     | Гільєрмо Горостіса     | «Атлетик» (Більбао)  |
|  | 9     | Хосе Ірарагоррі        | «Атлетик» (Більбао)  |
|  | 9     | Капільяс               | «Валенсія»           |
|  |       |                        |                      |

## Чемпіони
Футболісти «Реала», які протягом турніру були гравцями основного складу:
- Рікардо Самора (17 матчів)
- Хасінто Кінкосес (17)
- Сіріако Еррасті (15)
- Леонсіто (18, 1 гол)
- Луїс Регейро (15, 5)
- Хуан Іларіо (14, 5)
- Пачуко Пратс (14)
- Мануель Атека (11)
- Хайме Ласкано (13, 5)
- Мануель Оліварес (13, 11)
- Луїс Олясо (12, 2)

Резерв: Рафаель Відаль (1), Еухеніо Іларіо (9, 1), Деседеріо Еспарса (5), Хосе Марія Пенья (4), Фелікс Квесада (4), Мануель Гурручага (4, 2), Бестіт II (4, 2), Рамон Тріана (3, 3), Антоніо Бонет (3), Кандідо Уретавіская (2).
Тренер: Ліппо Герцка.

## Рекорди сезону
- Найбільше перемог: «Атлетик» (Більбао) (11)
- Найменше поразок: «Мадрид» (0)
- Найкраща атака: «Атлетик» (Більбао) (47 забито)
- Найкращий захист: «Мадрид» (15 пропущено)
- Найкраща різниця голів: «Атлетик» (Більбао) (+24)

- Найбільше нічиїх: «Мадрид» (8)
- Найменше нічиїх: «Доностія» (0)

- Найбільше поразок: «Алавес» (12)
- Найменше перемог: «Уніон» (4)

- Найгірша атака: «Алавес» (22 забито)
- Найгірший захист: «Валенсія» (47 пропущено)
- Найгірша різниця голів: «Алавес» (-22)